# Sozialverband VdK Deutschland
Der Sozialverband VdK Deutschland e. V. ist mit 2,3 Millionen Mitgliedern der größte Sozialverband Deutschlands. Er vertritt sozialpolitische Interessen und setzt sich für einen starken Sozialstaat, eine tragfähige gesetzliche Sozialversicherung und soziale Gerechtigkeit ein. Die Themen des als gemeinnützig anerkannten Sozialverbands reichen von Rente, Gesundheit und Pflege bis hin zu Teilhabe, Barrierefreiheit, Leben im Alter und soziale Sicherung.

## Geschichte

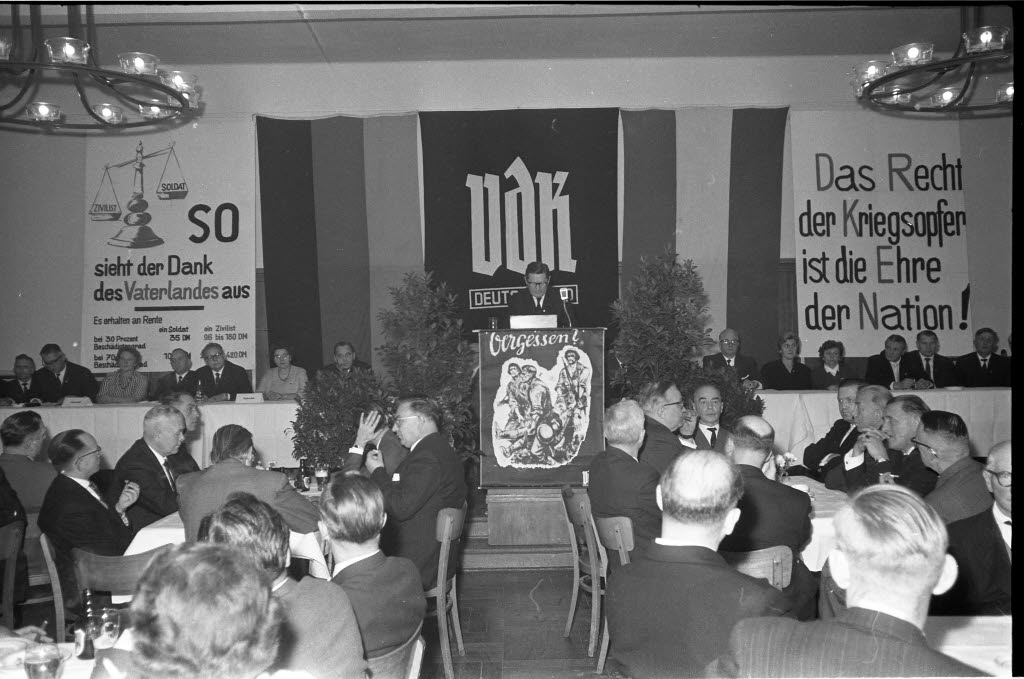
Forumsgespräch zum Thema Neuregelung der Kriegsopferversorgung (1963)

Kurz nach dem Ende des Zweiten Weltkrieges initiierten Kriegsüberlebende in Städten und Gemeinden Selbsthilfegruppen, um die Interessen von Kriegsgeschädigten, Witwen und Waisen gegenüber der Verwaltung zu vertreten. In den Jahren zwischen 1946 und 1952 etablierten sich die Landesverbände des VdK e. V.
Nach dem Zweiten Weltkrieg stand die Abkürzung VdK für Verband der Kriegsbeschädigten, Kriegshinterbliebenen und Sozialrentner Deutschlands.
Am 28. Januar 1950 gründeten die Vertreter der Landesverbände in Düsseldorf des Vorläuferdachverbands Bund der Kriegs- und Zivilbeschädigten, Sozialrentner und Hinterbliebenen-Verbände Deutschlands (BKD) den neuen VdK Deutschland als Dachverband. 
Am 10. Dezember 1963 beteiligten sich 35.000 VdK-Mitglieder am „Marsch auf Bonn“ und demonstrierten gegen die unzureichende Versorgung der Kriegsopfer. 
Ab 1991 kamen VdK-Landesverbände der neuen Bundesländer hinzu. Seit 1994 heißt die Organisation offiziell Sozialverband VdK Deutschland.
2014 zog die Bundesgeschäftsstelle des VdK von Bonn nach Berlin um.
Die Jahreskampagne 2019 befasste sich unter dem Motto „Rente für alle“ mit Rentengerechtigkeit für junge und alte Menschen sowie mit Altersarmut.
Seit 75 Jahren ist der VdK auch politisch aktiv und setzte sich 2020 unter anderem für eine Wiedereinführung der Vermögenssteuer ein.
Der VdK war 2021 in der Öffentlichen Liste über die Registrierung von Verbänden und deren Vertretern des Deutschen Bundestages verzeichnet.
Im Jahr 2021 führte der VdK mit der Hochschule Osnabrück eine Online-Umfrage durch, die sich an pflegende Angehörige und pflegebedürftige Menschen richtete. Im Mittelpunkt stand die Abfrage nach der individuellen Versorgungssituation zu Hause. Rund 54.000 Personen beteiligten sich daran. Die Ergebnisse erschienen 2023 in einer Studie.
Der VdK ist konfessionell neutral. Er finanziert sich über die Beiträge seiner Mitglieder und Unternehmenskooperationen.

## Aktivitäten
Seine sozialpolitischen Interessen vertritt der VdK durch Presse- und Öffentlichkeitsarbeit sowie Kampagnen und Aktionen. Der VdK gibt im Rahmen des Gesetzgebungsprozesses regelmäßig Stellungnahmen zu Gesetzentwürfen und Verordnungen ab. Neben der sozialpolitischen Interessenvertretung berät der VdK seine Mitglieder im Sozialrecht, vor allem im Bereich der gesetzlichen Sicherungssysteme. Er berät in den bundesweiten Rechtsberatungsstellen zum Beispiel beim Erstellen von Anschreiben und Widersprüchen und begleitet die Ratsuchenden in Klageverfahren vor Gericht. 
Auf europäischer Ebene ist der Sozialverband VdK Deutschland in der Dachorganisation der Behindertenverbände, der Action Européenne des Handicapés (AEH), aktiv. Mitglied ist er zum Beispiel auch im Deutschen Behindertenrat (DBR), im Paritätischen Wohlfahrtsverband sowie in verschiedenen Gremien.

## Kritik
Angesichts eines Verdachts einer Datenweitergabe des bayerischen Landesverbands an die Versicherungsbranche erklärte Landesgeschäftsführer Albrecht Engel 2012, dass der Bundesverband des VdK keine Mitgliederadressen verkaufe. Zu einem Geldfluss seitens der Versicherungsbranche käme es dann, wenn jemand bei Abschluss einer Sterbegeldversicherung der ERGO-Versicherung eine sogenannte Zuwendungserklärung zugunsten des VdK ausstellt: In diesem Fall fließe ein Grundüberschussanteil an den VdK.

## Präsidenten des Sozialverbands VdK
An der Spitze des Sozialverbands VdK steht ein Präsident. Seit 1950 waren dies:
- 1950–1962: Hans Nitsche, MdL aus Hessen
- 1962–1974: Friedrich-Wilhelm Weltersbach, Nordrhein-Westfalen
- 1974–1989: Karl Weishäupl, MdL aus Bayern
- 1990–2008: Walter Hirrlinger, Minister a. D. aus Baden-Württemberg
- 2008–2018 Ulrike Mascher,[10] Parlamentarische Staatssekretärin a. D., 1998 bis 2002 im Bundesministerium für Arbeit und Soziales
- seit 16. Mai 2018: Verena Bentele,[11] 2014 bis 2018 Beauftragte der Bundesregierung für die Belange von Menschen mit Behinderungen

## Landesverbände und Organ
Der Sozialverband VdK ist föderal strukturiert: Auf der Bundesebene steht der Sozialverband VdK Deutschland, daneben finden sich dreizehn Landesverbände.
- Sozialverband VdK Baden-Württemberg, Stuttgart
- Sozialverband VdK Bayern, München
- Sozialverband VdK Berlin-Brandenburg, Berlin
- Sozialverband VdK Hamburg, Hamburg
- Sozialverband VdK Hessen-Thüringen, Frankfurt am Main
- Sozialverband VdK Mecklenburg-Vorpommern, Schwerin
- Sozialverband VdK Niedersachsen-Bremen, Oldenburg
- Sozialverband VdK Nord (Schleswig-Holstein), Kiel
- Sozialverband VdK Nordrhein-Westfalen, Düsseldorf
- Sozialverband VdK Rheinland-Pfalz, Mainz
- Sozialverband VdK Saarland, Saarbrücken
- Sozialverband VdK Sachsen, Chemnitz
- Sozialverband VdK Sachsen-Anhalt, Magdeburg

VdK-Zeitung

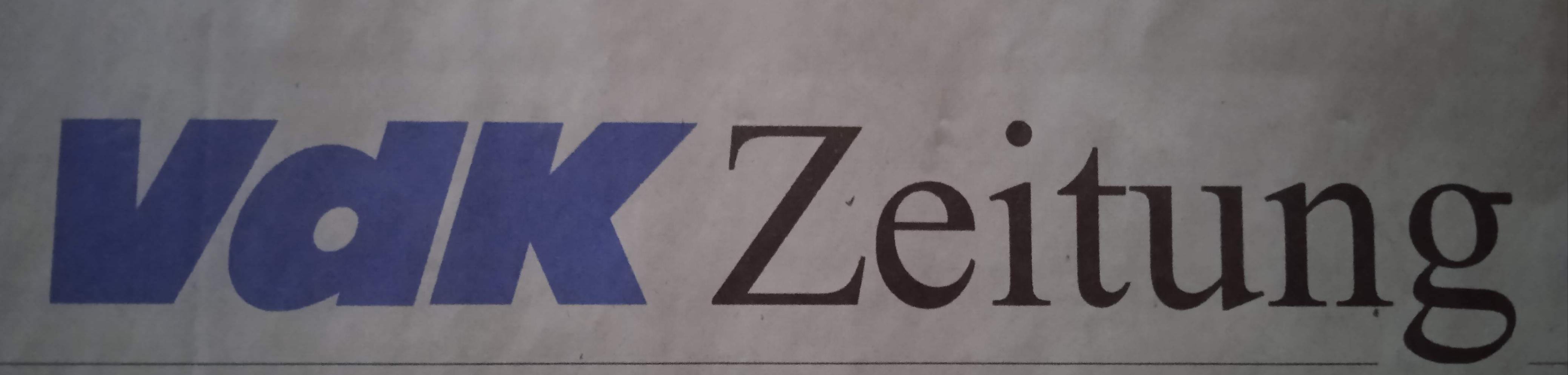
Logo der VdK-Zeitung

Organ des Sozialverbands VdK ist die VdK-Zeitung mit einer Auflage von über 1,8 Millionen Exemplaren (Stand 2024).